# Bajory (rezerwat przyrody)
Rezerwat przyrody „Bajory” – faunistyczny rezerwat przyrody położony w województwie warmińsko-mazurskim, w powiecie kętrzyńskim, w gminie Srokowo. Nadleśnictwo Srokowo.

## Opis rezerwatu
Rezerwat „Bajory” został utworzony na podstawie zarządzenia Ministra Ochrony Środowiska i Zasobów Naturalnych z dnia 17 listopada 1988 r. (MP nr 32, poz. 293 z 12.12.1988 r.). Celem ochrony jest zachowanie biotopów lęgowych ptaków wodno-błotnych.
Zajmuje obszar 215,05 ha (w dokumencie powołującym rezerwat podano 216,37 ha), na który składa się obszar wytopiskowy z mozaiką zadrzewień (podmokłych lasów olszowych, zarośli wierzbowych) oraz łąk i roślin szuwarowych. Obszar ten położony jest na zachód od Kanału Mazurskiego, na wysokości wsi Bajory Małe i Bajory Wielkie. Do rezerwatu „Bajory” należy także odcinek Kanału Mazurskiego o długości 7,72 km od granicy państwowej z obwodem królewieckim do drogi leśnej biegnącej na południe od leśniczówki Marszałki. Most drogowy na Kanale Mazurskim drogi łączącej Srokowo z Bajorami przechodzi przez teren rezerwatu.
W rezerwacie „Bajory” występują między innymi: bobry (około 12 rodzin, 60 sztuk w 2000 r.), wydry, orły, czarne bociany. Gniazdują tu m.in.: krakwa, żuraw, samotnik, dzięcioł zielonosiwy, dzięcioł białogrzbiety. Występuje tu silne stanowisko szczeżui wielkiej. Spotkać tu można szereg gatunków dużych ssaków, z jeleniowatych łosia, a z drapieżników wilka szarego, lisa i borsuka.